# 1-й татарський ескадрон
Ескадрон татарських уланів (пол. 1 Szwadron Tatarski) — 1-й ескадрон 13-го Віленського уланського полку, що складався з уланів татарського походження, останній підрозділ татарської кавалерії в історії Речі Посполитої.

## Історія
9 червня 1936 року міністр військових справ надав першому ескадрону 13-го полку Віленських уланів назву «Ескадрон татарських уланів», а також дозволив офіцерам, підстаршинам та уланам, що входили до його складу, носити на кольорових відзнаках біля комірів мундирів та плащів емблему у вигляді півмісяця із зіркою. Для офіцерів та хорунжих емблеми вишивалися золотими нитками, оксидованими під старе золото, а для решти підстаршин та уланів вони були виготовлені з жовтого матового металу.
Зародження татарського ескадрону сягає 1920 року, коли після розформування Татарського кінного полку ім. Мустафи Ахматовича багато уланів було відправлено до 13-го полку.
Ескадрон і полк були розміщені в Новій Вілейці поблизу Вільни. Після того, як у 1936 році йому було надано цю назву, туди почали направляти всіх польсько-татарських призовників. Під час урочистого покладання серця маршала Юзефа Пілсудського на цвинтарі Росса у Вільні 1-ша ескадрилья надала почесну допомогу. Під час полкового святкування 25 липня 1937 року ескадрону вручили бунчук, виготовлений за старовинними татарськими традиціями, який був профінансований усією татарською громадою Польщі.
У вересневій кампанії 1939 року ескадрон воював у складі свого материнського полку. З 2 по 5 вересня брав участь у запеклих боях під Пьотркувом-Трибунальським. 9 та 10 вересня він зазнав серйозних втрат під час форсування Вісли, на плацдармі поблизу Мацейовиців. Потім він воював на Люблінщині. Він був розбитий на перехресті біля Томашіва Люблінського, що неподалік від села Суховоля. 1-му ескадрону приписують проведення однієї з кавалерійських атак у вересні 1939 року. Вона відбулася під командуванням Ротмістра Александра Єльяшевича під Мацейовицями 9 чи 10 вересня. Мацейовицька атака — це символічне завершення історії бойових дій татарських підрозділів у складі Польської армії. Після бою група уланів на чолі з підполковником Єльяшевичем безуспішно намагалася прорватися до угорського кордону, а решта солдатів полку приєдналася до Окремої оперативної групи «Полісся» на чолі з ген. Францішеком Клеебергом.

## Командири ескадрону
- ротм. Міхал Богданович
- ротм. Василь Марціш

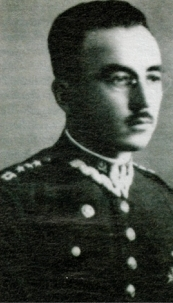
Александр Ельяшевич

- ротм. Ян Тарновський (з 5 серпня 1938)
- ротм. Александр Єляшевич, «Саша» (з 25 жовтня 1938 р.)

## Журавлі
| Z przodu księżyc, z tyłu gwiazda, To tatarska nasza jazda. Na łbie księżyc, wyżej gwiazda, Sławna to tatarska jazda. Z przodu księżyc, z tyłu gwiazda, To słynna tatarska jazda. | Na łbie księżyc, niżej gwiazda, To tatarska nasza jazda. Księżyc w czole, w dupie gwiazda, To tatarska nasza jazda. W dupie księżyc, w sercu gwiazda, To tatarska nasza jazda. | Z przodu księżyc, w dupie gwiazda, Oto jest tatarska jazda. Na dupie plaster, na łbie gwiazda, To tatarska sławna jazda. Pół Tatarów, pół Polanów, To trzynasty pułk ułanów. |

| Попереду — місяць, позаду — зірка, Це наша татарська кіннота швидка. На чолі — місяць, вище — зірка, Славна ця татарська кіннота. Попереду — місяць, позаду — зірка, Це знана татарська кіннота. | На чолі — місяць, нижче — зірка, Це наша татарська кіннота. Місяць на лобі, зірка на дупі — Так наші татари у лаві тупцюють. Місяць — у дупі, зірка — в серці, Це наша кіннота у славному герці. | Попереду — місяць, у дупі — зірка, Ось вона, кіннота татарська гірка. На дупі латка, на голові зірка, Це славна татарська кіннота. Наоловину — татари, наполовину — ляхи, Це тринадцятий полк уланів відваги. |